# Граймсленд (Північна Кароліна)
Граймсленд (англ. Grimesland) — місто (англ. town) в США, в окрузі Пітт штату Північна Кароліна. Населення — 386 осіб (2020).

## Географія
Граймсленд розташований за координатами 35°34′2″ пн. ш. 77°11′54″ зх. д. / 35.56722° пн. ш. 77.19833° зх. д. (35.567120, -77.198198).  За даними Бюро перепису населення США в 2010 році місто мало площу 1,75 км², уся площа — суходіл.

## Демографія
Згідно з переписом 2010 року, у місті мешкала 441 особа в 163 домогосподарствах у складі 106 родин. Густота населення становила 252 особи/км².  Було 191 помешкання (109/км²).
Расовий склад населення:
| - 60,1 % — білих - 33,3 % — чорних або афроамериканців - 4,8 % — осіб інших рас |

До двох чи більше рас належало 1,8 %. Частка іспаномовних становила 7,7 % від усіх жителів.
За віковим діапазоном населення розподілялося таким чином: 26,5 % — особи молодші 18 років, 58,3 % — особи у віці 18—64 років, 15,2 % — особи у віці 65 років та старші. Медіана віку мешканця становила 38,5 року. На 100 осіб жіночої статі у місті припадало 97,8 чоловіків;  на 100 жінок у віці від 18 років та старших — 97,6 чоловіків також старших 18 років.
Середній дохід на одне домашнє господарство  становив 44 209 доларів США (медіана — 31 875), а середній дохід на одну сім'ю — 43 037 доларів (медіана — 31 250). За межею бідності перебувало 36,4 % осіб, у тому числі 56,0 % дітей у віці до 18 років та 25,9 % осіб у віці 65 років та старших.
Цивільне працевлаштоване населення становило 144 особи. Основні галузі зайнятості: освіта, охорона здоров'я та соціальна допомога — 22,2 %, виробництво — 20,8 %, роздрібна торгівля — 10,4 %, мистецтво, розваги та відпочинок — 9,0 %.